# Dotknięcie nocy
Pour plus de détails, voir Fiche technique et Distribution.
Dotknięcie nocy (Le Toucher de la nuit) est un film polonais de Stanisław Bareja sorti en salles le 11 janvier 1962.

## Synopsis
Le photographe Jacenko tente de changer son quotidien ennuyeux de petite ville, pour réaliser ses rêves il planifie de braquer un convoi de fonds transportants les salaires à l'usine. Jacenko arrête le convoi et tire de sang froid sur les personnes du convoi. Beata, l'employée de la banque et en même temps la copine du photographe ignorait ses plans et lui passait des renseignements sur l'organisation du travail à la banque, est grièvement blessée. Jacenko cache son butin sur une décharge publique. En esseyant de trouver l'argent volé il tombe dans un piège tendu par la milice.

## Fiche technique
- Titre original : Dotknięcie nocy
- Réalisation : Stanisław Bareja
- Scénario : Aleksander Ścibor-Rylski
- Musique : Adam Walaciński
- Photographie : Jan Janczewski
- Montage : Krystyna Rutkowska
- Décors : Roman Wołyniec
- Costumes : Ewa Kowalska
- Société de production : Zespół Filmowy Rytm
- Pays d'origine :  Pologne
- Langues originales : polonais
- Genre :  Film criminel, thriller
- Format : noir et blanc
- Durée : 88 minutes
- Dates de sortie : 12 janvier 1962

## Distribution[1],[2]
- Jerzy Kozakiewicz – le photographe Roman Jacenko
- Elżbieta Kępińska – Agnieszka
- Hanna Zembrzuska – Beata, l'employée de la banque
- Wiesław Gołas – le capitaine Prokosz
- Wanda Łuczycka – Janka, la caissière de l'usine
- Kazimierz Dejunowicz – l'huissier de banque
- Aleksander Dzwonkowski – le poivrot Mieloch
- Stefan Śródka – Rybicki, le gardien de convoi
- Kazimierz Wichniarz – le sergent Walczak
- Stanisław Wyszyński – le lieutenant Kelerman
- Stanisław Brejdygant – un milicien
- Bolesław Płotnicki – le marchand Jan Piterak
- Helena Gruszecka – la marchande Krystyna Piterakowa
- Irena Orzecka – la vieille femme